# Tierra del Fuego (provincie)
Tierra del Fuego is een provincie van Chili in de regio Magallanes y la Antártica Chilena. De provincie telde 8.364 inwoners in 2017 en heeft een oppervlakte van 22.592 km². Hoofdstad is Porvenir.
De provincie ligt in het Chileense deel van Vuurland.

## Gemeenten
Tierra del Fuego is verdeeld in drie gemeenten:
- Porvenir
- Primavera
- Timaukel